# Ninmah Corona
Ninmah Corona es una corona que se encuentra en el planeta Venus, a 16,5°N 49°E Mead Quadrangle. Lleva el nombre de Ninhursag, una diosa madre sumeria - acadia.

## Geografía y geología
Ninmah Corona cubre un área circular de alrededor de 700 km de diámetro. Ninmah Corona es una de las cuatro coronas principales del este de Eistla Regio (Didilia Corona, Pavlova Corona, Ninmah Corona e Isong Corona). Estas coronas tienen una estructura relativamente similar: una característica concéntrica elevada con una cúpula central y rodeada por un piso interior relativamente plano.